# Grupo pirenaico-mozárabe
El grupo pirenaico-mozárabe es un subgrupo de lenguas propuesto por Ethnologue para clasificar las lenguas romances.

## Clasificación
El grupo pirenáico-mozárabe se suele clasificar de varias maneras, y no existe un consenso global sobre su filiación. No existen demasiadas isoglosas comunes entre el mozárabe y el aragonés. De hecho el aragonés es una lengua románica de difícil clasificación, ya que por un lado se asemeja a las lenguas iberorromances occidentales (sobre todo en léxico moderno) y por otro tiene también características comunes con las lenguas occitanorrománicas (catalán y occitano), con las cuales comparte léxico y elementos gramaticales básicos, como adverbios o pronombres (como los pronombres en/i).
Las tres opciones de clasificación más comunes para el aragonés y el mozárabe son:
1. Clasificarlos juntos como un tercer grupo dentro de las lenguas iberorromances.
2. Clasificarlos como grupo separado del grupo iberorromance, incluso fuera del grupo galo-ibérico, y dentro del grupo italoccidental,  del que forman también parte las citadas lenguas galo-ibéricas. Esta opción es básicamente seguida por Ethnologue.
3. Clasificar el aragonés como una lengua iberorromance u occitanorromance y dejar el mozárabe como lengua no clasificable dentro de las lenguas románicas debido a la escasez de datos. Por otra parte el mozárabe con respecto al aragonés presenta conservación de los grupos latinos (mn, mb, nd, ct, cc) y la diptongación ante (au, ai), lenición de la /p/ latina inicial en /b/, perdida de /o/ finales tras /r, l, t/, palatización de los grupos (ci, ti, ce, te) en /tʃ/ y de la /s/ inicial, lo cual lo coloca como aparte del resto de lenguas de la península. El aragonés comparte la mayor parte de las isoglosas con las lenguas iberorromances y occitanorromances.

## Isoglosas compartidas
A continuación se muestran algunas isoglosas compartidas entre el aragonés y el mozárabe. Sin embargo todas las isoglosas se corresponden también al grupo de lenguas occitanorromances, y en algunos casos al asturleonés:
- Conservación de los grupos CL, FL, y PL:

| latín   | mozárabe | aragonés | occitano | catalán |
| clave   | clabe    | clau     | clau     | clau    |
| plorare | plorar   | plorar   | plorar   | plorar  |
| flama   | flama    | flama    | flama    | flama   |

- Diptongación ante yod de /o, e/ breves latinas:

| latín  | mozárabe | aragonés      | occitano | asturleonés |
| folia  | fuella   | fuella        | fuelha   | fueya       |
| oculum | güell    | uello         | uelh     | güeyu       |
| ferrum | fierro   | fierro/ferri* | fèrre    | fierro      |
| septem | xiet     | siet/set*     | set      | siete       |

*Aragonés ribagorzano
- Perdida de la /e/ átona final:

| latín  | mozárabe | aragonés | occitano | catalán |
| fonte  | font     | fuent    | font     | font    |
| fronte | front    | frent    | front    | front   |

- Betacismo:

| latín   | mozárabe | aragonés | occitano | catalán | asturleonés |
| vetulum | biecho   | viello   | vielh    | vell    | vieyu       |
| vallis  | valli    | val      | val      | vall    | valle       |

## Lenguas del grupo
- Aragonés
  - Aragonés occidental
    - Aragüesino
    - Ansotano
    - Cheso
    - Aisino
    - Jaqués

  - Aragonés central
    - Belsetano
    - Aragonés del valle de Vió

  - Aragonés oriental
    - Chistabino
    - Fobano
    - Aragonés ribagorzano
      - Altorribagorzano o benasqués
      - Mediorribagorzano
      - Bajorribagorzano

  - Aragonés meridional o somontanés
  - Navarroaragonés (†)
    - Riojano precastellano (†)
    - Romance navarro (†)

  - Judeoaragonés (†)
- Mozárabe (†)